# Врховаць
45°38′ пн. ш. 15°29′ сх. д. / 45.63° пн. ш. 15.48° сх. д.
Врховаць (хорв. Vrhovac) — населений пункт у Хорватії, у Карловацькій жупанії у складі міста Озаль.

## Населення
Населення за даними перепису 2011 року становило 354 осіб.
Динаміка чисельності населення поселення: